# جزيرة سودانغ الصغرى
جزيرة سودانغ الصغرى وهي جزيرة من جزر إندونيسيا، وتقع في إقليم كالمنتان الشرقية.